# Вулиця Бартенєва
Вулиця Бартенєва — вулиця у місті Євпаторія. Колишня назва — Шкільна вулиця. Має назву на честь викладача середньої школи № 10, нині гімназії ім. Сельвінського. Федір Олександрович Бартенєв був прекрасним педагогом, викладачем математики, кавалером ордена Леніна, медалі ім. Макаренко та інших нагород за педагогічну діяльність. Він автор кількох задачників цікавих завдань і методичних посібників, багатьох популярних статей. Організував спеціальні математичні класи в школі № 10.
Вулиця Бартенєва починається біля Іллінського храму і закінчується на Театральній площі. На більшому своєму продовженні вулиця Шкільна є пішохідною.

## Будівлі
- Гімназія № 4 ім. І. Сельвінського
- Центральна міська бібліотека імені О. Пушкіна